# Mulhouse
Mulhouse (IPA: [myluz]; Nederlands, verouderd: Mulhuizen; Duits: Mülhausen, Elzassisch: Milhüse) is een stad in het oosten van Frankrijk, in de Elzas en is de onderprefectuur van het departement Haut-Rhin. Mulhouse is de grootste stad van Haut-Rhin en de op een na grootste van de Elzas. De gemeente telde 104.924 inwoners op 1 januari 2022. Twee zijrivieren van de Rijn, de Doller en de Ill, stromen door de stad.
Mulhouse heeft veel oude gebouwen en smalle straten. Mulhouse ligt dicht bij de grenzen met Zwitserland en Duitsland en deelt een internationale luchthaven met Bazel en Freiburg. Wegens de textielindustrie werd Mulhouse wel het Manchester van Frankrijk genoemd, net als Rijsel overigens.

## Geschiedenis
De stad Mülhausen wordt voor het eerst vermeld in 803 als het Latijnse Mulhusium. De naam verwijst naar het Duitse woord Mühle voor molen. Mulhouse ontwikkelde zich pas als stad in de 12e en de 13e eeuw. In 1225 werd een stadsmuur gebouwd.
De stad had in het Heilige Roomse Rijk de status van vrijstad; zij was eerst toegetreden tot de Tienstedenbond van de Elzas en later tot het Zwitserse Eedgenootschap. Daardoor bleef het een zo goed als onafhankelijke republiek, ook na het Vrede van Westfalen (1648) waardoor delen van de Elzas werden aangehecht bij Frankrijk; Dit was zo tot de annexatie door Frankrijk in 1798; Mulhouse werd opgenomen in het departement Haut-Rhin. Toch hoort Mulhouse thuis in de lijst van voormalige zelfstandige landen op het huidige Franse grondgebied.
In 1746 werd een manufactuur geopend waar stoffen bedrukt werden. De textielindustrie en met haar de bevolking van de stad groeiden snel. Vanaf 1809 werden de stadswallen, die een belemmering vormden voor de groei van de stad, afgebroken. De textielfabrieken vestigden zich buiten de oude stad en daar verrezen ook nieuwe arbeiderswijken en villawijken voor de gegoede burgers. Er kwam ook nieuwe infrastructuur. Het Rhône-Rijnkanaal met een havendok was klaar in 1829. In de volgende decennia volgden spoorverbindingen naar de rest van Frankrijk en Zwitserland.
Van 1871 (Vrede van Frankfurt) tot 1918 en van 1940 tot 1945 was Mulhouse in Duitse handen, zoals de rest van Elzas-Lotharingen. Onder het Duitse Rijk zette de economische groei zich voort. In 1872 werd een nieuw kanaaldok in gebruik genomen. Er werden nieuwe fabrieken en nieuwe arbeiderswijken. In 1914 werd het dorp Dornach bij Mulhouse gevoegd. Ook tijdens het interbellum werden nieuwe wijken gebouwd (Brustlein, Haut Poirier en Drouot). Na de bombardementen in 1944 volgde na de oorlog reconstructie. In 1947 volgde een fusie met het dorp Bourtzwiller. Er werden hoogbouwwijken opgetrokken (Jean Wagner, Les Coteaux) en vanaf de jaren 1980 kregen voormalige militaire en industriële complexen een nieuwe bestemming.

## Geografie
De oppervlakte van Mulhouse bedroeg op 1 januari 2022 22,18 vierkante kilometer; de bevolkingsdichtheid was toen 4.730,6 inwoners per km².
In de gemeente vloeit de Doller in de Ill. Bij de oorsprong van de stad was dit een moerassig gebied. Door het graven van een afwateringskanaal kon het drassige gebied in het noorden van de gemeente bebouwd worden.
De onderstaande kaart toont de ligging van Mulhouse met de belangrijkste infrastructuur en aangrenzende gemeenten.

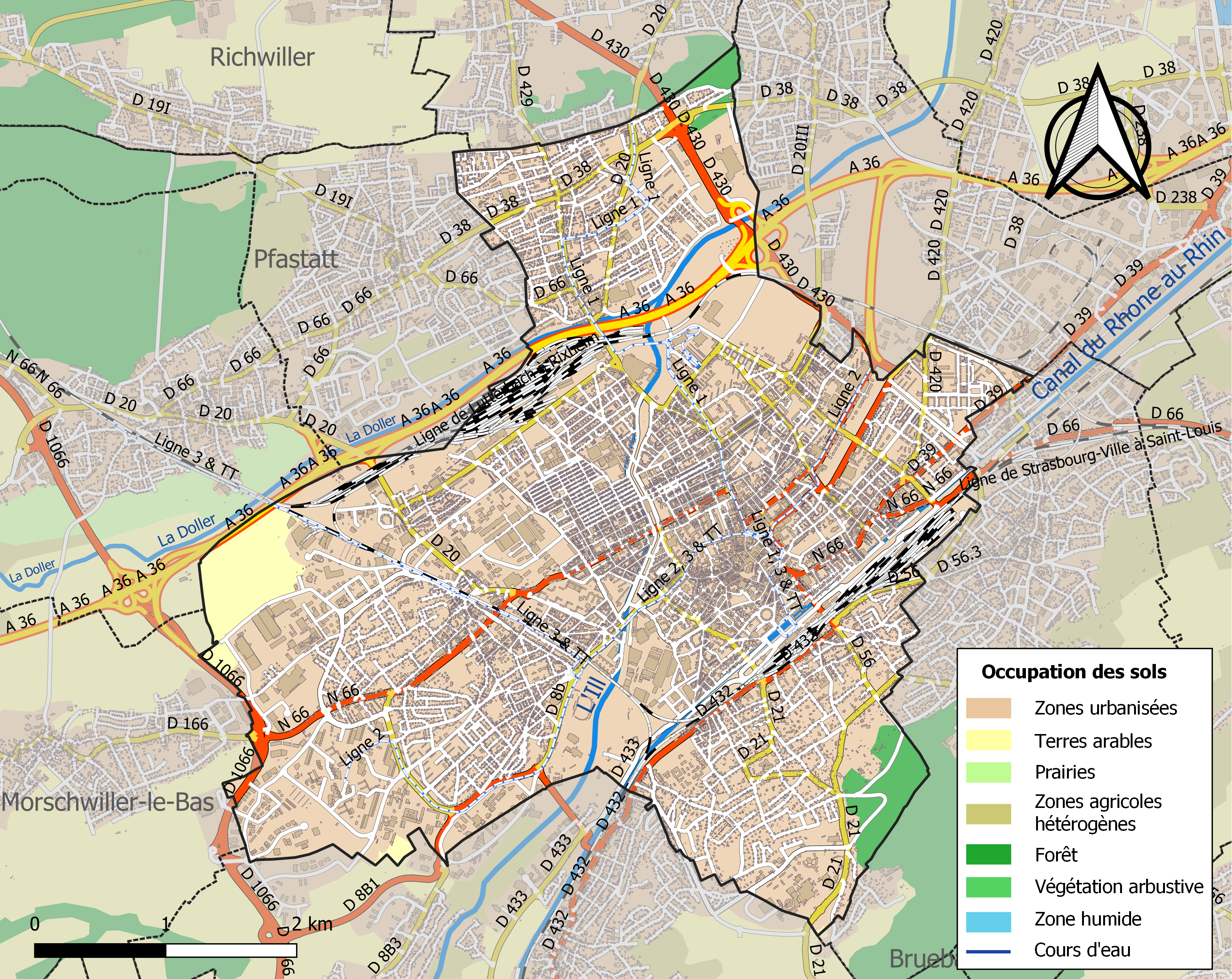

## Demografie
Onderstaande figuur toont het verloop van het inwoneraantal van Mulhouse vanaf 1962.

Bron: Frans bureau voor statistiek. Cijfers inwoneraantal volgens de definitie population sans doubles comptes (zie de gehanteerde definities)

## Bezienswaardigheden
- Temple Saint-Étienne, een protestantse kerk, gebouwd van 1859-1866 in neogotische stijl. Aan de Place de la Réunion.
- Église Saint-Etienne, een katholieke kerk, gebouwd van 1855-1860 in neogotische stijl.
- Chapelle Saint-Jean, gebouwd in 1269, wordt tegenwoordig vooral gebruikt om er concerten in te geven. In en om de kapel worden een aantal stenen voorwerpen en beelden tentoongesteld (musée lapidaire) en in de kapel zijn oude wandschilderingen zichtbaar.
- Synagoge, gebouwd van 1847-1849 in neoclassicistische stijl.
- Hôtel de Ville, renaissancistisch stadhuis uit 1551, sinds 1969 het Musée historique de Mulhouse huisvestend, naast enkele representatieve gemeentelijke functies. Aan de Place de la Réunion.
- Het Bollwerk is een overblijfsel van de vroegere stadsmuur, bestaande uit een toren en enkele stukken stadsmuur, uit omstreeks 1390.
- De Tour Nessel en de Tour du Diable zijn twee vierkante torens welke overblijfselen zijn van het voormalig paleis van de bisschoppen van Straatsburg.
- Het Parc zoologique et botanique, omvattende een dierentuin en een aantal gespecialiseerde plantentuinen.

Mulhouse heeft ook een rijk industrieel erfgoed. Voorbeelden zijn de gebouwen van DMC of van SACM. Verder zijn er ook de arbeidersbuurt in het noorden van de stad gebouwd in de tweede helft van de 19e eeuw en de wijk Rebberg in het zuiden van de stad met huizen van industriëlen gebouwd aan het einde van de 19e eeuw.
De stad telt veel standbeelden. Voorbeelden zijn de fontein met standbeeld van een renaissancesoldaat (Place de la Réunion), de gedenkzuil voor Johann Heinrich Lambert (nabij de Markt), het beeld van Schweissdissi uit 1906 en een beeld van Willem Tell, aan een gevel in de Rue Guillaume Tell.

### Afbeeldingen

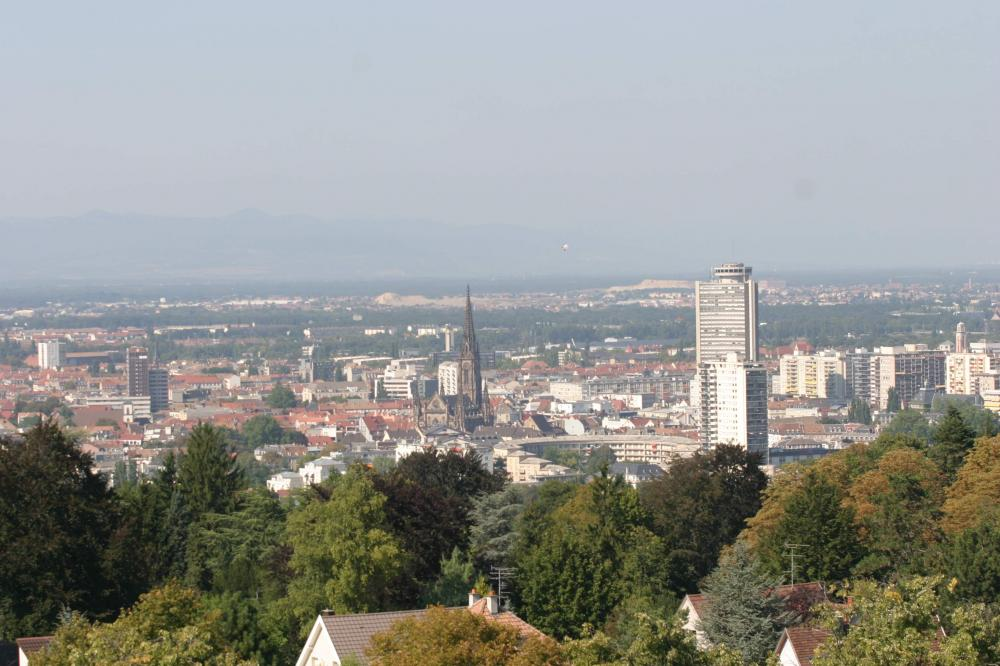
Mulhouse gezien vanaf de Belvédère Toren
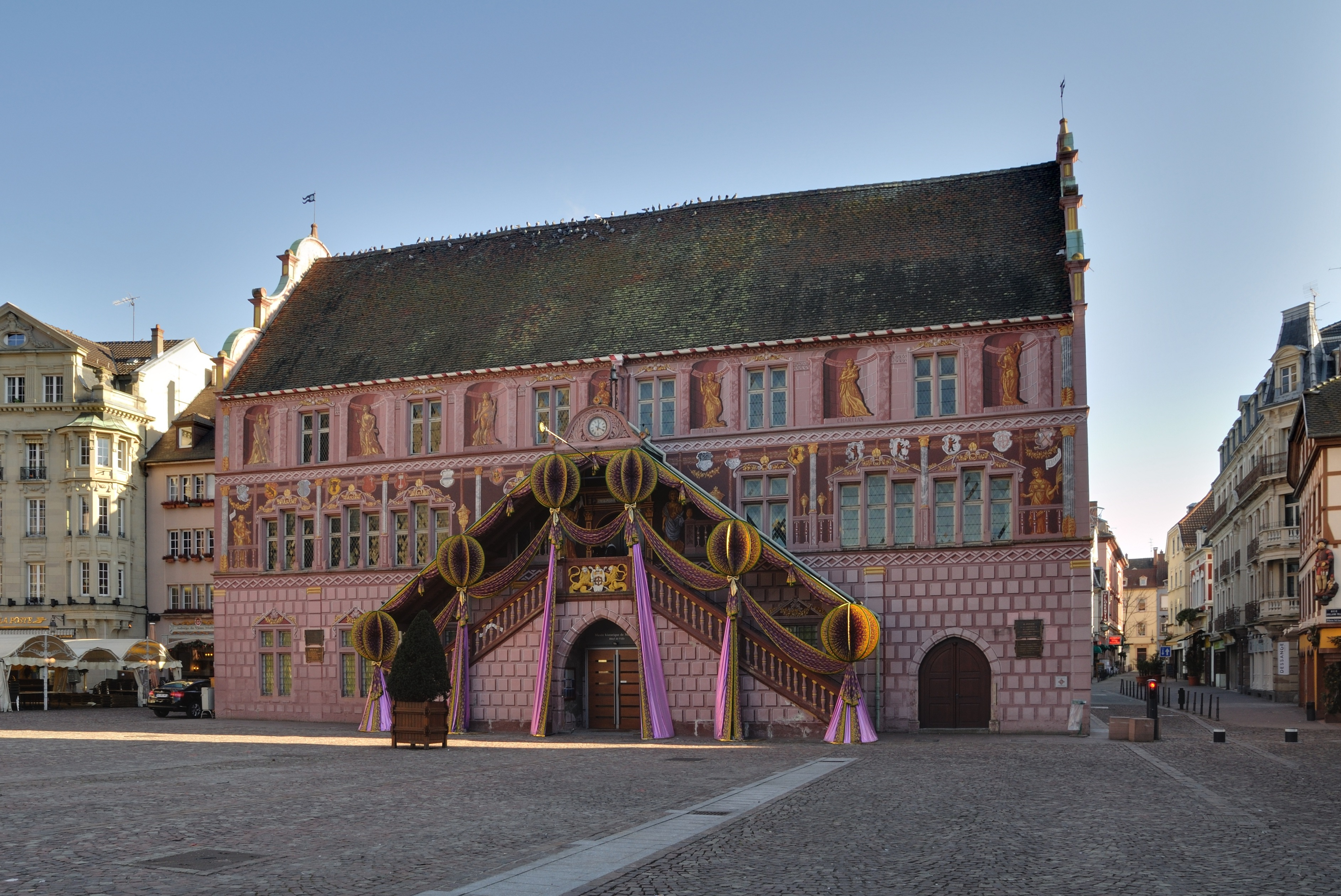
Het 16e-eeuwse stadhuis
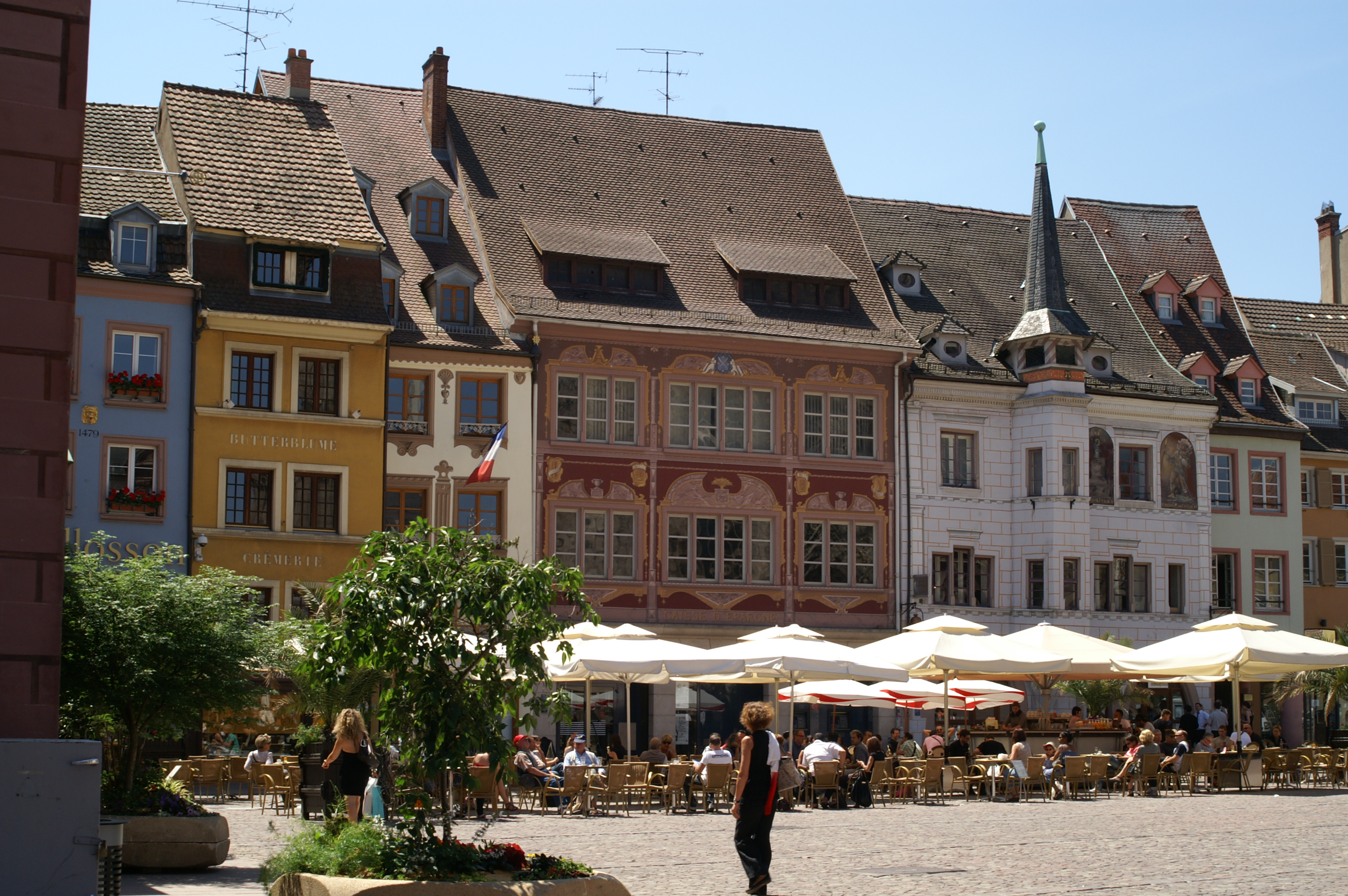
Renaissancistische huizen aan de Place de la Réunion
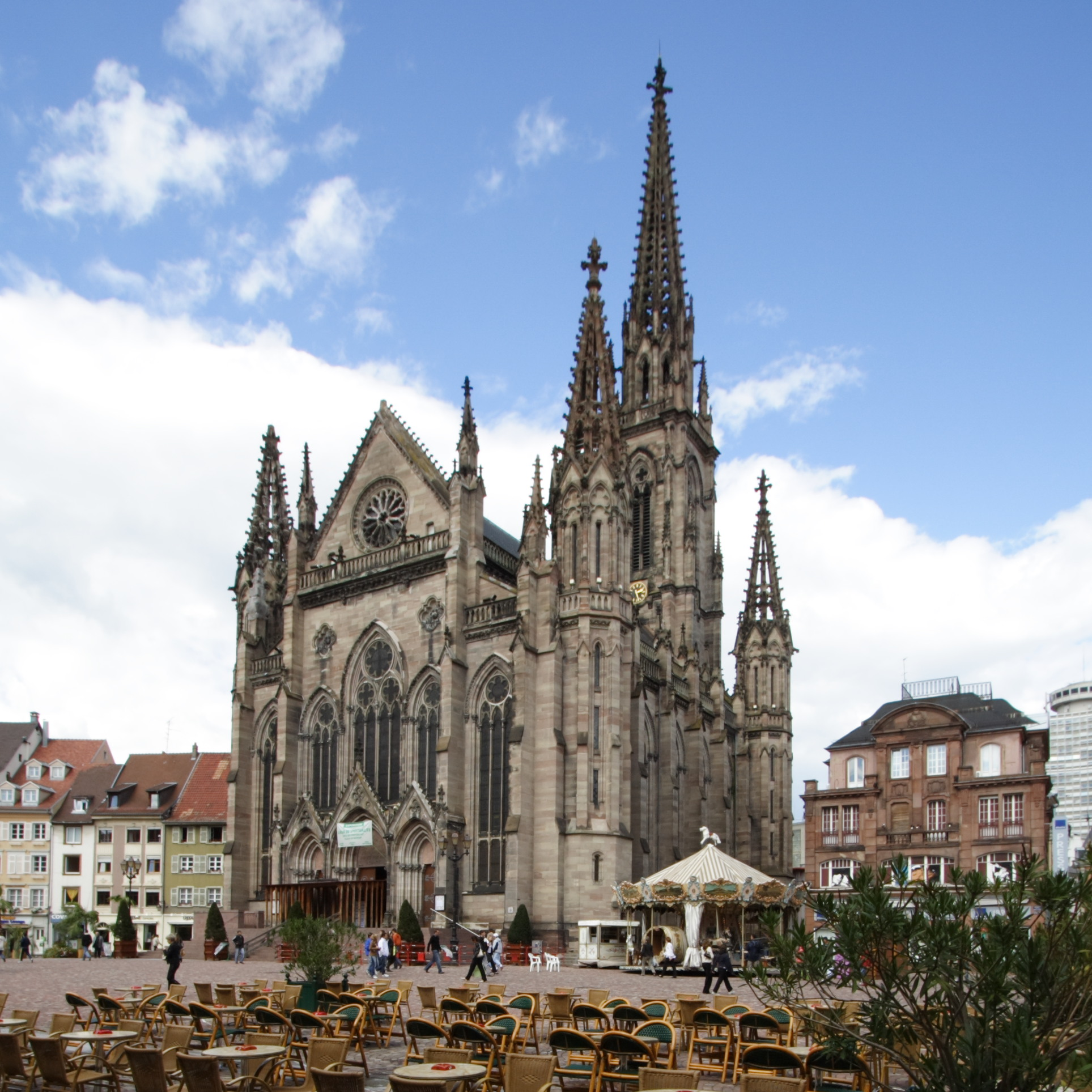
Temple Saint-Étienne
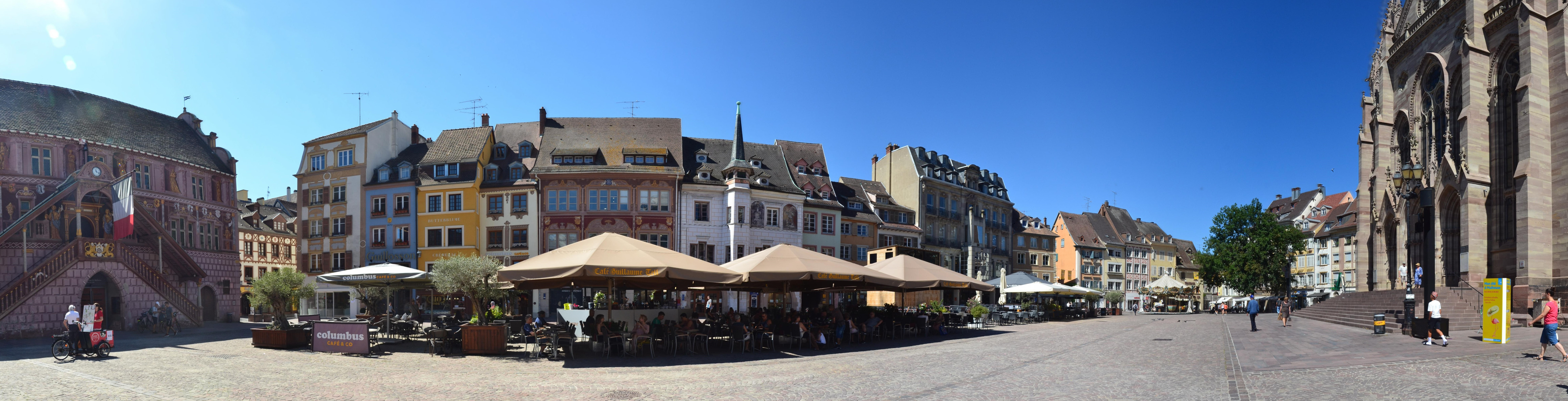
Overzichtsfoto van de Place de la Réunion

### Musea
- Cité de l'automobile (of: Musée national de l'automobile de Mulhouse), een museum dat een collectie oude en merkwaardige automobielen huisvest.
- Cité du Train (of: Musée français du chemin de fer), een museum dat de geschiedenis van de spoorwegen in Frankrijk toont.
- Musée EDF Electropolis, behandelt de geschiedenis van de elektriciteit en haar toepassingen.
- Musée de l'impression sur étoffes is gewijd aan het bedrukken van textiel, een tak van nijverheid die in de 19e eeuw in Mulhouse tot ontwikkeling kwam.
- Musée des beaux-arts, bevat vooral schilderkunst van Franse meesters uit de 19e eeuw, en daarnaast ook enkele belangrijke werken uit de 17e en 18e eeuw. Voorts worden er wisseltentoonstellingen gehouden die ook 20e-eeuwse en eigentijdse kunst tonen.
- Musée historique de Mulhouse, in het historische stadhuis, behandelt de stadsgeschiedenis.
- Écomusée d'Alsace, een openluchtmuseum te Ungersheim, buiten Mulhouse gelegen.
- Musée du papier peint, een museum te Rixheim, een voorstadje van Mulhouse, gewijd aan de geschiedenis en de productie van behang.

## Vervoer
Na een afwezigheid van vijftig jaar is de tram van Mulhouse in mei 2006 teruggekeerd in het straatbeeld.
In de gemeente liggen de spoorwegstations Mulhouse-Dornach, Mulhouse-Hasenrain en Mulhouse-Ville.
Het Rhône-Rijnkanaal loopt door de gemeente.

## Sport
Mulhouse was zeventien keer etappeplaats in de wielerkoers Ronde van Frankrijk. De laatste ritwinnaar in Mulhouse is de Duitser Tony Martin in 2014. In 2019 startte er nog een etappe in Mulhouse.

## Bekende inwoners van Mulhouse

### Geboren
- Johann Heinrich Lambert (1728-1777), wiskundige, astronoom, geograaf, natuurkundige en filosoof
- Jean Zuber (1773-1852), industrieel en stichter van de firma van behangpapier Manufacture Zuber et Cie in Rixheim
- Henry Demmeni (1830-1886), Nederlands generaal-majoor, gouverneur van Atjeh en onder meer commandeur in de Militaire Willems-Orde
- Marie Adam-Doerrer (1838-1908), Duits-Zwitserse feministe
- Alfred Dreyfus (1859-1935), Joods-Frans militair (bekend van de Dreyfus-affaire)
- Alfred Werner (1866-1919), Duits-Zwitsers scheikundige, hoogleraar en Nobelprijswinnaar (1913)
- William Wyler (1902-1981), Amerikaans filmregisseur
- Karl Brandt (1904-1948), Duits nazidokter (lijfarts van Hitler), SS'er en oorlogsmisdadiger (doodstraf)
- Roger Bourdin (1923-1976), fluitist
- Christiane Scrivener (1925-2024), politica
- Daniel Roth (1942), componist, organist en muziekpedagoog
- Albert Rust (1953), voetballer
- Eric Nussbaumer (1960-), Zwitsers-Frans politicus
- Thierry Omeyer (1976), handballer
- Jérôme Haehnel (1980), tennisser
- Charlotte Gonin artiestennaam Vitaa (1983), zangeres
- Toufik Zerara (1986), voetballer
- Cléopatre Darleux (1989), handbalster
- Tom Dillmann (1989), autocoureur
- Marco Ilaimaharitra (1995), voetballer
- Axel Zingle (1998), wielrenner
- Juliette Bossu (2000), gymnaste

## Partnersteden
- Antwerpen (België), sinds 1954
- Bergamo (Italië)
- Chemnitz (Duitsland), sinds 1981
- Givatayim (Israël)
- Kassel (Duitsland)
- Timișoara (Roemenië)

## In het nieuws
- Op 16 december 2004 vond in een appartementenblok in Mulhouse een grote gasexplosie plaats. Hierbij kwamen zeker negentien mensen om het leven.
- Op 24 maart 2006 deed zich een grote explosie voor in een gebouw van de Universiteit van Mulhouse. Volgens burgemeester Bockel viel er zeker een dode en raakte een vrouw zwaargewond. Na de explosie brak een grote brand uit. De ontploffing vond plaats in het laboratorium op de benedenetage van het in 1822 opgerichte scheikunde-instituut.